# Pusztamagyaród
Pusztamagyaród is een plaats (község) en gemeente in het Hongaarse comitaat Zala. Pusztamagyaród telt 661 inwoners (2001).